# Kenjiro Den
Den Kenjirō (japonés 田 健 治郎 Den Kenjirō) (Tamba, Japón, 25 de marzo de 1855-Tokio, 16 de noviembre de 1930) fue el octavo gobernador general de Taiwán y primer funcionario civil en este puesto.  

## Biografía
Miembro de la Cámara de Consejeros, nombrado Gobernador General de Taiwán en octubre de 1919, ocupó este cargo hasta septiembre de 1923. El nombramiento de un civil para este cargo era una expresión del control metropolitano de la colonia. Los poderes del gobernador para legislar eran limitados, aunque no se levantaron, y la aplicación de la ley vigente en las islas japonesas comenzó a implementarse a mayor escala.
Den abogó por la asimilación de los taiwaneses y su japonización en la mayor medida posible. Con este fin, abolió la segregación en las escuelas, haciéndolas igualmente disponibles para japoneses y chinos que vivían en Taiwán. También abogó por una extensa política de aculturación que va más allá de la educación formal. En su concepto, se suponía que los taiwaneses no solo debían aprender japonés y cambiar su estilo de vida a japonés, sino también ganar un "espíritu japonés".